# Mỹ Thạnh An
Mỹ Thạnh An là một xã cũ thuộc thành phố Bến Tre, tỉnh Bến Tre, Việt Nam.
Xã được sáp nhập vào phường An Hội vào ngày 16 tháng 6 năm 2025.

## Địa lý
Xã Mỹ Thạnh An có vị trí địa lý:
- Phía đông giáp xã Nhơn Thạnh
- Phía tây giáp huyện Mỏ Cày Bắc với ranh giới là sông Hàm Luông
- Phía nam giáp xã Phú Nhuận và huyện Giồng Trôm
- Phía bắc giáp phường An Hội, Phường 5, Phường 7, Phường 8 và xã Phú Hưng với ranh giới là sông Bến Tre.

Xã có diện tích 10,29 km², dân số năm 2019 là 12.025 người, mật độ dân số đạt 1.168 người/km².

## Lịch sử
Ngày 16 tháng 6 năm 2025, Ủy ban Thường vụ Quốc hội ban hành Nghị quyết số 1687/NQ-UBTVQH15 về việc sắp xếp các đơn vị hành chính cấp xã của tỉnh Vĩnh Long năm 2025. Theo đó, sắp xếp toàn bộ diện tích tự nhiên, quy mô dân số của phường An Hội và các xã Mỹ Thạnh An, Phú Nhuận và Sơn Phú thành phường mới có tên gọi là phường An Hội.

## Hành chính
Xã Mỹ Thạnh An được chia thành 7 ấp: An Thạnh A, An Thạnh B, An Thuận A, An Thuận B, Mỹ An A, Mỹ An B, Mỹ An C.